# 耿文睿
耿文睿（1442年—？），字天資，山西平陽府曲沃縣人，民籍，明朝政治人物。進士出身。

## 生平
早年出身國子生，舉山西鄉試第十二名。成化十一年（1475年）乙未科會試第一百七十三名，殿試登進士第二甲第六十三名。授主事累升参议。曾祖父耿仲寬。祖父耿時振。父亲耿純，曾任通判。